# Schweizer Meisterschaften im Skilanglauf 2016
Die Schweizer Meisterschaften im Skilanglauf 2016 fanden auf dem Sparenmoos bei Zweisimmen statt. Am 16. und 17. Januar 2016 wurden die Einzelrennen und die anschließenden Verfolgungsrennen ausgetragen. Sprint, Staffel und Massenstartrennen fanden vom 18. bis 20. März 2016 statt. Ausrichter war der SC Zweisimmen.

## Ergebnisse Herren

### Sprint Freistil
| Platz | Name            | Verein           |
| ----- | --------------- | ---------------- |
| 1     | Roman Schaad    | Drusberg         |
| 2     | Jovian Hediger  | SC Bex           |
| 3     | Dario Cologna   | SC Val Müstair   |
| 4     | Roman Furger    | Schattdorf       |
| 5     | Jason Rüesch    | SC Davos         |
| 6     | Jöri Kindschi   | SAS Bern         |
| 7     | Martin Jäger    | Gardes-Frontière |
| 8     | Mathias Inniger | SC Adelboden     |

Datum: 18. März

Es waren 28 Läufer am Start. Das Rennen der U20 mit 22 Teilnehmern gewann Gian Flurin Pfäffli.

### 15 km klassisch Einzel
| Platz | Name             | Verein                    | Zeit        |
| ----- | ---------------- | ------------------------- | ----------- |
| 1     | Ueli Schnider    | Gardes-Frontière          | 44:42,8 min |
| 2     | Jason Rüesch     | SC Davos                  | 45:11,9 min |
| 3     | Livio Bieler     | Gardes-Frontière          | 45:13,8 min |
| 4     | Philipp Hälg     | Nordic Club Liechtenstein | 45:54,5 min |
| 5     | Cédric Steiner   | SC Davos                  | 46:11,7 min |
| 6     | Marius Danuser   | SC Vättis                 | 46:33,3 min |
| 7     | Giacomo Bassetti | GS Molinera               | 46:54,9 min |
| 8     | Fabian Schaad    | Drusberg                  | 47:04,7 min |
| 9     | Corsin Hösli     | Sarsura Zernez            | 47:14,7 min |
| 10    | Reto Hammer      | Zweisimmen                | 47:53,9 min |

Datum: 16. Januar

Es waren 30 Läufer am Start. Das Rennen der U20 über 10 km mit 49 Teilnehmern gewann Beda Klee.

### 15+15 km Verfolgung Freistil
| Platz | Name             | Verein                    | Zeit         |
| ----- | ---------------- | ------------------------- | ------------ |
| 1     | Jason Rüesch     | SC Davos                  | 1:29:10,3 h. |
| 2     | Livio Bieler     | Gardes-Frontière          | 1:29:42,3 h. |
| 3     | Marius Danuser   | SC Vättis                 | 1:32:08,5 h. |
| 4     | Cédric Steiner   | SC Davos                  | 1:32:44,7 h. |
| 5     | Fabian Schaad    | Drusberg                  | 1:33:05,2 h. |
| 6     | Giacomo Bassetti | GS Molinera               | 1:33:15,1 h. |
| 7     | Fabio Lechner    | SC Rätia Chur             | 1:34:38,5 h. |
| 8     | Reto Hammer      | Zweisimmen                | 1:35:36,2 h. |
| 9     | Martin Vögeli    | Nordic Club Liechtenstein | 1:36:16,4 h. |
| 10    | Corsin Hösli     | Sarsura Zernez            | 1:36:28,6 h. |

Datum: 17. Januar

Es waren 22 Läufer am Start. Das Rennen der U20 mit 48 Teilnehmern gewann Dajan Danuser.

### 50 km Freistil Massenstart
| Platz | Name            | Verein                    | Zeit         |
| ----- | --------------- | ------------------------- | ------------ |
| 1     | Toni Livers     | SC Davos                  | 1:59:26,9 h. |
| 2     | Dario Cologna   | SC Val Müstair            | 1:59:27,2 h. |
| 3     | Curdin Perl     | SC Bernina Pontresina     | 2:00:18,9 h. |
| 4     | Roman Furger    | Schattdorf                | 2:00:39,0 h. |
| 5     | Ueli Schnider   | Gardes-Frontière          | 2:01:02,5 h. |
| 6     | Remo Fischer    | SC Vättis                 | 2:01:50,9 h. |
| 7     | Candide Pralong | Val Ferret                | 2:02:33,3 h. |
| 8     | Philipp Hälg    | Nordic Club Liechtenstein | 2:02:57,9 h. |
| 9     | Jason Rüesch    | SC Davos                  | 2:03:05,2 h. |
| 10    | Mathias Inniger | SC Adelboden              | 2:04:46,9 h. |

Datum: 19. März

Es waren 50 Läufer am Start.

### 3 × 7,5 km Staffel
| Platz | Team                                                                     | Zeit         |
| ----- | ------------------------------------------------------------------------ | ------------ |
| 1     | Gardes-FrontièreLivio Bieler Ueli Schnider Erwan Käser                   | 55:31,4 min. |
| 2     | SC DavosCédric Steiner Jason Rüesch Toni Livers                          | 55:37,8 min. |
| 3     | SC VättisMarius Danuser Dajan Danuser Remo Fischer                       | 58:22,5 min. |
| 4     | Nordic Club LiechtensteinMichael Biedermann Philipp Hälg Martin Vögeli   | 58:22,6 min. |
| 5     | SC Bannalp-WolfenschiessenChristian Stebler Pascal Christen Bruno Joller | 59:38,6 min. |
| 6     | SC Bernina PontresinaCurdin Perl Gian Flurin Pfäffli Selina Pfäffli      | 1:00:44,5 h. |
| 7     | SAS BernJanis Lindegger Marcel Ott Jöri Kindschi                         | 1:01:19,8 h. |
| 8     | SC DrusbergRoman Schaad Fabian Schaad Daniel Grätzer                     | 1:01:37,6 h. |

Datum: 20. März

Es waren 15 Teams am Start.

## Ergebnisse Frauen

### Sprint Freistil
| Platz | Name                    | Verein           |
| ----- | ----------------------- | ---------------- |
| 1     | Nadine Fähndrich        | SC Horw          |
| 2     | Heidi Widmer            | SAS Bern         |
| 3     | Nathalie von Siebenthal | Turbach-Bissen   |
| 4     | Tatjana Stiffler        | SAS Bern         |
| 5     | Irene Cadurisch         | Gardes-Frontière |
| 6     | Ladina Meier-Ruge       | SC Obergoms      |
| 7     | Barbara Jäger           | SC Vättis        |
| 8     | Flurina Volken          | SC Obergoms      |

Datum: 18. März

Es waren 13 Läuferinnen am Start. Siegerin bei der U20 wurde Alina Meier.

### 5 km klassisch Einzel
| Platz | Name                    | Verein                | Zeit         |
| ----- | ----------------------- | --------------------- | ------------ |
| 1     | Nathalie von Siebenthal | Turbach-Bissen        | 17:48,4 min. |
| 2     | Lydia Hiernickel        | Riedern               | 18:18,4 min. |
| 3     | Alina Meier             | SC Davos              | 18:40,9 min. |
| 4     | Giuliana Werro          | Sarsura Zernez        | 19:17,0 min. |
| 5     | Aita Kaufmann           | SC Rätia Chur         | 19:17,6 min. |
| 6     | Selina Pfäffli          | SC Bernina Pontresina | 19:28,6 min. |
| 7     | Flurina Durisch         | SC Rätia Chur         | 19:30,5 min  |
| 8     | Lea Fischer             | Nordic Engelberg      | 19:53,7 min  |
| 9     | Stefanie Arnold         | Unterschächen         | 19:54,7 min  |
| 10    | Maya Niederberger       | Dallenwil             | 19:56,7 min  |

Datum: 16. Januar

Es waren 41 Läuferinnen am Start. Siegerin bei der U20 wurde Lydia Hiernickel.

### 5+10 km Verfolgung Freistil
| Platz | Name              | Verein                | Zeit         |
| ----- | ----------------- | --------------------- | ------------ |
| 1     | Lydia Hiernickel  | Riedern               | 55:10,2 min. |
| 2     | Alina Meier       | SC Davos              | 56:31,4 min. |
| 3     | Selina Pfäffli    | SC Bernina Pontresina | 57:27,9 min. |
| 4     | Flurina Durisch   | SC Rätia Chur         | 57:39,3 min. |
| 5     | Fabiana Wieser    | Sarsura Zernez        | 58:23,5 min. |
| 6     | Maya Niederberger | Dallenwil             | 58:29,9 min. |
| 7     | Aita Kaufmann     | SC Rätia Chur         | 58:30,4 min  |
| 8     | Giuliana Werro    | Sarsura Zernez        | 58:47,6 min  |
| 9     | Stefanie Arnold   | Unterschächen         | 59:07,4 min  |
| 10    | Carine Heuberger  | Alpina St. Moritz     | 59:12,3 min  |

Datum: 17. Januar

Siegerin bei der U20 wurde ebenfalls Lydia Hiernickel.

### 30 km Freistil Massenstart
| Platz | Name                    | Verein         | Zeit         |
| ----- | ----------------------- | -------------- | ------------ |
| 1     | Nathalie von Siebenthal | Turbach-Bissen | 1:18:34,6 h. |
| 2     | Nadine Fähndrich        | SC Horw        | 1:24:08,1 h. |
| 3     | Heidi Widmer            | SAS Bern       | 1:24:39,1 h. |
| 4     | Nicole Donzallaz        | Riaz           | 1:24:51,4 h. |
| 5     | Susi Meinen             | Zweisimmen     | 1:25:22,3 h. |
| 6     | Tatjana Stiffler        | SAS Bern       | 1:27:14,1 h. |
| 7     | Maya Niederberger       | Dallenwil      | 1:29:25,7 h. |
| 8     | Barbara Jäger           | SC Vättis      | 1:31:53,1 h. |
| 9     | Christa Jäger           | SC Vättis      | 1:33:35,6 h. |
| 10    | Amelie Parolini         | SC Bex         | 1:36:24,7 h. |

Datum: 19. März

Es waren 13 Läuferinnen am Start.

### 3 × 5 km Staffel
| Platz | Team                                                            | Zeit         |
| ----- | --------------------------------------------------------------- | ------------ |
| 1     | SC DavosAlina Meier Désirée Steiner Selina Schnider             | 43:52,5 min. |
| 2     | SAS BernTatjana Stiffler Simone Bürgler Heidi Widmer            | 45:22,4 min. |
| 3     | Sasura ZernezFabiana Wieser Jogscha Abderhalden Giuliana Werro  | 45:28,9 min. |
| 4     | SC ObergomsMarianne Volken Flurina Volken Ladina Meier-Ruge     | 45:48,8 min. |
| 5     | SC am BachtelTanja Gerber Martina Vontobel Rebecca Vontobel     | 46:34,7 min. |
| 6     | SSC Rätia ChurAita Kaufmann Seraina Kaufmann Flurina Schlittler | 47:17,8 min. |
| 7     | Skiclub VättisChrista Jäger Cindy Sprecher Barbara Jäger        | 48:14,3 min. |
| 8     | SC La BrévineLaura Jeanneret Solène Faivre Priska Schneider     | 48:15,1 min. |

Datum: 20. März

Es waren 11 Teams am Start.